# معهد دسكفري
معهد دسكفري منظمة أمريكية غير ربحية وبيت خبرة مقرها سياتل واشنطن. اشتهرت في مجال دعوتها إلى افكار العلم الزائف عن التصميم الذكي. تقوم بحملة تعليم الجدل لتعليم التصميم الذكي المناهض للتطور في حصص العلوم في المدارس الحكومية الأمريكية جنبا إلى جنب مع النظريات العلمية المقبولة.
اعلنت المحكمة الفدرالية الأمريكية في 2005 بانه ينتهج منهج ديني واضح وان ستراتيجياته تثبت ذلك.
اسس المعهد في 1990 كفرع لمعهد هودسن وسمي المعهد على اسم سفينة الاسكشاف HMS«ديسكفري » التابعة للبحرية البريطانية الملكية.

## التنظيم
الرئيس
- Bruce Chapman

نائب الرئيس
- Steven J. Buri

مجلس إدارة
- Howard Ahmanson, Jr.
- Tom Alberg
- Charles K Barbo
- Bruce Chapman
- Robert J. Cihak
- Skip Gilliland
- Slade Gorton
- Richard R. Greiling
- Patricia Herbold
- Bob Kelly
- Byron Nutley
- James Spady
- Michael K. Vaska
- Raymond J. Waldmann

مستشار برنامج (CSC)
- Phillip E. Johnson

زملاء
- Robert J. Cihak
- George Gilder
- Hance Haney
- David Klinghoffer
- Michael Medved
- Stephen C. Meyer
- Jay Richards
- Wesley J. Smith
- John G. West
- John Wohlstetter

مساعدي الزملاء
- Howard L. Chapman
- Frank Dillow
- Edwin Meese
- Robert Spitzer

زملاء سابقين
- Yuri Y. Mamchur
- Vincent Phillip Muñoz
- James J. Na
- Mark Ryland
- Bret Swanson
- William Tucker
- Jonathan Wells
- Richard Weikart

## إصدارات
- استكشاف التطور
- أيقونات التطور
- توقيع داخل الخلية
- صندوق داروين الأسود
- من الباندا والناس
- الكوكب المميز
- العلم وأصل الإنسان
- تصميم الحياة
- حافة التطور
- من داروين إلى هتلر
- صانع النار
- شك داروين